# Bankesia defoliella
Bankesia defoliella är en fjärilsart som beskrevs av Alexandre Constant 1895. Bankesia defoliella ingår i släktet Bankesia och familjen säckspinnare. Inga underarter finns listade i Catalogue of Life.